# I Parry Everything
I Parry Everything: What Do You Mean I'm the Strongest? I'm Not Even an Adventurer Yet! (яп. 俺は全てを【パリイ】する ～逆勘違いの世界最強は冒険者になりたい～, Ore wa Subete o "Parry" Suru: Gyaku Kanchigai no Sekai Saikyō wa Bōken-sha ni Naritai) — серія ранобе, написана Набешікі та проілюстрована Кавагучі. Серія почалася як веб-новела, що публікувалася на сайті Shōsetsuka ni Narō у жовтні 2019 року. Згодом її придбала компанія Earth Star Entertainment, яка почала видавати її під своїм імпринтом Earth Star Novel у вересні 2020 року. Адаптація манґи, ілюстрована KRSG, розпочала серіалізацію в онлайн-журналі Earth Star Entertainment «Comic Earth Star» у вересні 2020 року. Аніме-серіал, створений студією OLM, транслювався з липня по вересень 2024 року.

## Персонажі
Ноор (яп. ノール, Nōru)
Сейю: Дайкі Хамано
Ноор — початківець-авантюрист F-рангу, який виконує різноманітні доручення в місті. Йому бракує будь-якого таланту в усіх шести Школах Класів Авантюристів, отримуючи лише найосновніші навички в кожній з них, навіть після трьох місяців тренувань у кожному класі. Наприклад, навичка мечника, парирування, як випливає з назви, може лише парирувати атаки і нічого більше. Однак, завдяки безперервним 14-річним тренуванням усіх цих навичок, Ноор несвідомо розвинув усі свої існуючі навички до того, що вони стали надзвичайно сильними, перевершивши навіть своїх колишніх майстрів. Через 14 років життя в ізоляції в горах Ноору бракує соціальних навичок та здорового глузду, що постійно призводить до непорозумінь з боку багатьох людей, особливо з боку Лінн. Оскільки він ніколи не розумів, що його базові навички стали надлюдськими дивацтвами (через гострий комплекс неповноцінності, який розвинувся у нього в дитинстві внаслідок відмови всіх його колишніх майстрів), він продовжував помилково сприймати високорівневі загрози, з якими він бореться, як «базових стартових ворогів», що змушує його постійно сумніватися у власних навичках і принижувати себе, незважаючи на його нелюдські подвиги. Після порятунку життя Лінн, він був нагороджений королем Клейсом Чорним Клинком — таємничим клинком, знайденим королем під час його пригод, який, як кажуть, був практично незламним. Цей клинок став його фірмовою зброєю. Іноді він комічно використовував його для допомоги в своїх дорученнях (наприклад, як лопату для розкопування водостоків).
Лінн (яп. リーン, Rīn)
Сейю: Рьоко Маекава
Лінн — принцеса Королівства Клейс. Її врятував Ноор під час її випробування на повноліття, де він переміг мінотавра — загрозу катастрофічного рівня — лише за допомогою своєї навички парирування. Потім вона знаходить Ноора і слідує за ним, пізніше оголошуючи себе його пажем (термін для учня авантюриста), якого він неохоче приймає. Через її королівське виховання, їй так само, як і Ноору, бракує соціальних навичок та здорового глузду, що призводить до низки непорозумінь між ними. Лінн вважає, що справжні невпевненості Ноора є ознаками смиренності та впевненості. Незважаючи на свою легковажну натуру, вона насправді чудово володіє всіма шістьма класами авантюристів, навіть стверджуючи, що отримувала найвищі оцінки з усіх них під час навчання.
Інес (яп. イネス, Inesu)
Сейю: Нанако Морі
Інес — заступниця капітана Корпусу Воїнів і особистий охоронець Лінн. Вона — вундеркінд, відома як «Божественний Щит», яка була сиротою, доки Дундарґ не взяв її як прийомну дочку. Через звичку Дундарґа недбало згадувати Ноора під час її тренувань, в Інес розвинулося почуття ревнощів до нього, яке посилилося, коли вони нарешті зустрілися. Однак вся ця ворожість зникає після того, як вона стала свідком того, як Ноор встав і переміг небезпечного Отруйного Дракона, який напав на неї та Лінн. Тепер, розуміючи, чому її прийомний батько так високо його хвалить, вона вважає його товаришем і другом.
Король Клейс (яп. クレイス王, Kureisu Ō)
Сейю: Дзін Яманої
Король Королівства Клейс і батько Рейна та Лінн. Колись сам був авантюристом і колишнім власником Чорного Клинка, перш ніж віддати його Ноору як винагороду за порятунок своєї дочки. Хоча справжня причина, чому він дав йому клинок, полягала в тому, що він бачив у ньому важливий актив і потенційний стримуючий фактор у майбутній війні з сусіднім королівством.
Рейн (яп. レイン)
Сейю: Дзюнта Терашіма
Первісток Королівства Клейс, спадкоємець престолу та старший брат Лінн. Він має гострий розум і вірну відданість своєму королівству.
Сіг (яп. シグ, Shigu)
Сейю: Сін-ітіро Мікі
Один із Шести Суверенів Королівства Клейс та інструктор Школи Мечників. Під його керівництвом Ноор навчився парируваню.
Дундарґ (яп. ダンダルグ, Dandarugu)
Сейю: Кента Міяке
Один із Шести Суверенів Королівства Клейс та інструктор Школи Воїна. Під його керівництвом Ноор навчився «Фізичному посиленню».
Міанне (яп. ミアンヌ, Mian'nu)
Сейю: Тойоґуті Меґумі
Одна із Шести Суверенів Королівства Клейс та інструктор Школи Слідопита. Ноор нічого не навчився під її керівництвом, оскільки він уже навчився «Кидати Камінь», щоб полювати на їжу в лісах.
Кару (яп. カルー, Karū)
Сейю: Тосіхіко Секі
Один із Шести Суверенів Королівства Клейс та інструктор Школи Злодія. Він також є головою відділу військової розвідки Королівства Клейс.
Оакен (яп. オーケン, Ōken)
Сейю: Уґакі Хіденарі
Один із Шести Суверенів Королівства Клейс та інструктор Школи Мага. Під його керівництвом Ноор навчився «Маленькому Полум'ю».
Сейн (яп. セイン)
Сейю: Ватару Хатано
Один із Шести Суверенів Королівства Клейс та інструктор Школи Священика. Під його керівництвом Ноор навчився «Низькому Зціленню».
Роло (яп. ロロ, Roro)
Сейю: Аюму Мурасе
Молодий раб-демон, який має здатність контролювати монстрів, доки він може зберігати концентрацію. Постійна «фішка» в серіалі полягає в тому, що Роло — єдиний, хто насправді розуміє всі непорозуміння, що відбуваються, але не може їх озвучити через свою сором'язливість або невдалий момент.
Гілберт (яп. ギルバート, Girubāto)
Сейю: Шунсуке Такеучі
Капітан Корпусу Списоноців. Він настільки могутній, що, як кажуть, здатний самотужки перемогти дракона. Він переміг кожну людину в королівстві у спарингах, окрім свого майстра Сіга та Інес (з якою він відмовився битися через її небажання володіти зброєю), що викликало в нього сильне вигорання та розчарування через відсутність гідного супротивника. Після того, як Ноор побив його та ненавмисно принизив, у нього розвинулося одностороннє суперництво з ним, що також відродило його дух. Постійна «фішка» в серіалі полягає в нездатності Ноора запам'ятати ім'я Гілберта, що викликає у нього досаду.

## Медіа

### Ранобе
Написана Набешікі, серія почала виходити як веброман на сайті Shōsetsuka ni Narō 17 жовтня 2019 року. Згодом її придбала компанія Earth Star Entertainment, яка розпочала публікувати її з ілюстраціями Кавагучі під своїм імпринтом Earth Star Novel 15 вересня 2020 року. Станом на 15 травня 2025 року вийшло десять томів.
Під час панелі на Anime NYC 2022, J-Novel Club оголосив, що вони отримали ліцензію на видання ранобе.
| №  | Дата виходу       | ISBN                   |
| -- | ----------------- | ---------------------- |
| 1  | 15 вересня 2020   | ISBN 978-4-8030-1452-5 |
| 2  | 15 березня 2021   | ISBN 978-4-8030-1502-7 |
| 3  | 18 серпня 2021    | ISBN 978-4-8030-1551-5 |
| 4  | 16 лютого 2022    | ISBN 978-4-8030-1615-4 |
| 5  | 15 червня 2022    | ISBN 978-4-8030-1654-3 |
| 6  | 15 червня 2023    | ISBN 978-4-8030-1800-4 |
| 7  | 15 листопада 2023 | ISBN 978-4-8030-1865-3 |
| 8  | 15 травня 2024    | ISBN 978-4-8030-1948-3 |
| 9  | 15 листопада 2024 | ISBN 978-4-8030-2033-5 |
| 10 | 15 травня 2025    | ISBN 978-4-8030-2125-7 |

### Манґа
Манґа-адаптація, ілюстрована KRSG, почала серіалізацію в онлайн-журналі Earth Star Entertainment «Comic Earth Star» 30 вересня 2020 року. Станом на липень 2024 року її розділи були скомпільовані в чотири томи танкобон.
У січні 2023 року J-Novel Club оголосив, що вони також ліцензували адаптацію манґи.
| № | Дата виходу       | ISBN                   |
| - | ----------------- | ---------------------- |
| 1 | 12 березня 2021   | ISBN 978-4-8030-1494-5 |
| 2 | 12 листопада 2021 | ISBN 978-4-8030-1574-4 |
| 3 | 10 листопада 2023 | ISBN 978-4-8030-1861-5 |
| 4 | 12 липня 2024     | ISBN 978-4-8030-1975-9 |

### Аніме
Адаптація у вигляді аніме-телесеріалу була анонсована в листопаді 2023 року. Його виробляє студія OLM під керівництвом Дая Фукуями, з Сігеру Муракосі, відповідальним за сценарії серії, Чікако Нома, що розробляє дизайн персонажів, та Тацухіко Саїкі, що пише музику. Серіал транслювався з 5 липня по 20 вересня 2024 року на Tokyo MX та інших мережах.
Як початкова тема «Ambition», так і завершальна тема «No Gifted» виконані учасниками музичної групи Utahime Dream.
Sentai Filmworks ліцензувала серіал у Північній Америці, Австралії та на Британських островах для трансляції на Hidive. Muse Communication ліцензувала серіал у Азіатсько-Тихоокеанському регіоні.

#### Серії
| № серії | Назва серії | Режисер(и)      | Сценарист(и)    | Режисер(и) анімації          | Оригінальна дата показу |
| --- | --- | --------------- | --------------- | ---------------------------- | ----------------------- |
| 1 | «Я парирував бика» Транслітерація: «Ore wa Ushi o Parī Suru» (яп. 俺は牛をパリイする)                           | Со Тояма        | Сігеру Муракосі | Дая Фукуяма                  | 5 липня 2024            |
| Після смерті матері юний Ноор вирішує стати авантюристом, але провалює всі тренування, лиш здобуваючи базові навички. Протягом десяти років він досконало опановує ці навички, повертаючись до гільдії, де його наймають як авантюриста F-рангу для виконання чорної роботи. Одного дня, під час такої роботи, Ноор рятує леді Лінн від Мінотавра, використовуючи лише своє парирування, при цьому випадково обезголовлюючи чудовисько його власною сокирою. Збентежений Ноор швидко зникає, вирішивши тренуватися ще старанніше, не розкриваючи своєї особистості. | |                 |                 |                              |                         |
| 2 | «Я парирую нагороди» Транслітерація: «Ore wa Sharei o Parī Suru» (яп. 俺は謝礼をパリイする)                     | О Дзін Ку       | Сігеру Муракосі | О Дзін Ку                    | 12 липня 2024           |
| Проаналізувавши інформацію, лорд Рейн з'ясовує, що на Лінн було скоєно замах, щоб спровокувати війну. Ноор, який вважає, що вбив лише «магічно мутованого бика», не усвідомлює своєї справжньої ролі. Він відмовляється від нагороди Лінн, але погоджується зустрітися з її батьком, не розуміючи, що це сам Король. Король дарує Ноору свій старий меч, який Ноор планує використовувати як лопату, а потім його зустрічає охоронець Гілберт, зацікавлений його здібностями.                                                                                       | |                 |                 |                              |                         |
| 3 | «Я парирую прийняття пажа» Транслітерація: «Ore wa deshiiri o Parī Suru» (яп. 俺は弟子入りをパリイする)         | Йосікадзу Уекі  | Сінго Іріє      | Ватару Накагава              | 19 липня 2024           |
| Під час показового поєдинку Гілберт переконаний у поразці, хоча Ноор думає, що програв, бо Гілберт йому піддався. Незважаючи на дивовижну швидкість Ноора, яка пошкодила підлогу, він сумує через свою «слабкість». Згодом Лінн просить стати його пажем, але Ноор відмовляє, демонструючи свої нібито низькорівневі навички. Лінн розуміє, що Ноор — це сумнозвісний «Безталанний», чиї початкові навички насправді перевершують майстрів, і вирішує слідувати за ним, щоб розгадати секрет його сили.                                                             | |                 |                 |                              |                         |
| 4 | «Я парирую гобліна» Транслітерація: «Ore wa Goburin o Parī Suru» (яп. 俺はゴブリンをパリイする)                 | Ясуо Едзіма     | Сігеру Муракосі | Ітсуро Кавасакі              | 26 липня 2024           |
| Рейн шокований тим, що Король віддав Ноору потужний Чорний Клинок, підозрюючи важливе завдання. Ноор та Лінн вирушають на завдання з полювання на гоблінів, де Ноор помилково приймає рідкісного Імператора Ґоблінів за звичайну істоту. Спільно їм вдається перемогти Імператора, хоча Ноор, все ще не усвідомлюючи своєї сили, вважає себе недостатньо сильним. Згодом з'ясовується, що через відсутність доказів їхньої праці вона не буде оплачена. | |                 |                 |                              |                         |
| 5 | «Я парирую жабу» Транслітерація: «Ore wa Kaeru o Parī Suru» (яп. 俺はカエルをパリイする)                        | Маю Танімото    | Сінго Іріє      | Такасі Кавабата              | 2 серпня 2024           |
| Рейн готує країну до вторгнення Імперії Дерідас, використовуючи поїздку Ноора, Інес та Лінн у гори Торос як прикриття для втечі Лінн. У горах Ноор зустрічає Чорного Дракона Смерті, якого він помилково приймає за «перерослу жабу», і, захищаючи хлопчика-демона, приймаючи на себе смертельну отруту. Спостерігаючи за боротьбою Ноора, Інес усвідомлює причину захоплення ним Дандалґа і вирішує стати такою ж воїтелькою, як Ноор. | |                 |                 |                              |                         |
| 6 | «Я парирую смертельну отруту» Транслітерація: «Ore wa Mōdoku o Parī Suru» (яп. 俺は猛毒をパリイする)            | Кентаро Фудзіта | Сігеру Муракосі | Кентаро Фудзіта              | 9 серпня 2024           |
| Невідомий хлопчик-демон, керований Королівством Дерідас, втрачає контроль над драконом, але Нооррятує його, використовуючи набуту стікість до отрут. Він парирує пащу дракона, спричиняючи його вибух від власної отрути. Ноор помилково вважає, що хлопчик вів «жабу» на продаж, вражений його здібностями, а Лінн, попри заборону, наполягає взяти Роло з собою. В цей момент з'являється таємничий чоловік. | |                 |                 |                              |                         |
| 7 | «Я парирую мерця» Транслітерація: «Ore wa Shibito o Parī Suru» (яп. 俺は死人をパリイする)                       | Цубаса Обарі    | Сінго Іріє      | Хару Цутія & Кентаро Фудзіта | 16 серпня 2024          |
| З'являється мрець Заду, S-ранговий авантюрист-злочинець, який намагається забрати Роло, але Ноор його парирує. Заду використовує свою унікальну зброю, Срібний Хрест, яка розпадається на сотні ножів, але Ноор та Інес знищують її. Заду відступає, але попереджає про загрозу столиці. Роло підтверджує, що інший демон веде ще сильнішого монстра, тим часом Рейн у столиці вже бачить прибуття титанічного Дракона Лиха. | |                 |                 |                              |                         |
| 8 | «Я парирую дракона» Транслітерація: «Ore wa Ryu o Parī Suru» (яп. 俺は竜をパリイする)                           | Вазука Комамія  | Субару Йонеяма  | Вазука Комамія               | 23 серпня 2024          |
| Незважаючи на блокування шляхів та відволікання найсильніших авантюристів, Ноор впевнений у перемозі над величезним Драконом Лиха, якого він помилково вважає слабким. Завдяки об'єднаній магії Інес і Лінн, Ноор потрапляє прямо в голову дракона і легко парирує його атаки. Зламавши ікло чудовиська, Ноор змушує його здатися, тоді як Роло допомагає в битві з гоблінами. | |                 |                 |                              |                         |
| 9 | «Я парирую військо» Транслітерація: «Ore wa Gunzei o Parī Suru» (яп. 俺は軍勢をパリイする)                      | Со Тояма        | Сігеру Муракосі | Ітсуро Кавасакі              | 30 серпня 2024          |
| Ноор, переконаний, що дракон послухався Роло та наказує йому йти геть, але дракона збиває мана-гармата армії короля Дерідаса. Ноор легко парирує вибух гармати та тисячі мечів ворожої армії, що призводить до її хаотичного відступу. Дерідас, побачивши, як Ноор легко володіє Чорним Клинком, усвідомлює його неймовірну силу і в паніці тікає. | |                 |                 |                              |                         |
| 10 | «Я парирую владу Імператора» Транслітерація: «Ore wa Kōtei no I o Parī Suru» (яп. 俺は皇帝の威をパリイする)     | Ватару Накагава | Субару Йонеяма  | Такасі Кавабата              | 6 вересня 2024          |
| Після відступу Дерідаса Ноор, який цілеспрямовано роззброював солдатів, несвідомо злякавши імператора. Виснаженому Ноору допомагають Гілберт та Сіґ, які разом з іншими Суверенами виявляються його колишніми інструкторами. Ноор пропонує наздогнати Дерідаса за допомогою зціленого дракона, а Сіґ пишається тим, що Ноор давно перевершив їх усіх. Вони перетинають кордон, переслідуючи Дерідаса, поки Ноор засинає від виснаження. | |                 |                 |                              |                         |
| 11 | «Я парирую Божественний Гнів» Транслітерація: «Ore wa Kami no Ikari o Parī Suru» (яп. 俺は神の怒りをパリイする) | Хаято Яманака   | Сінго Іріє      | Хаято Яманака                | 13 вересня 2024         |
| Дерідас активує потужну мана-гармату, але Ноор парірує її постріл, який руйнує мана-генератори імперії. Ноор випадково приземляється в тронній залі Дерідаса і не розуміючи ситуації, рятує його від замаху генералів, парируючи всі атаки. Рейн засуджує Дерідаса до символічних 127 смертей за його вторгнення, а його онук стає Імператором під опікою Рандеуса, який проголошує дружбу з Королівством. Згодом, Ноор просить Короля надати громадянство Роло, і той погоджується.                                                                                | |                 |                 |                              |                         |
| 12 | «Я парирую все» Транслітерація: «Ore wa Subete o Parī Suru» (яп. 俺は全てをパリイする)                          | Дая Фукуяма     | Сігеру Муракосі | Дая Фукуяма                  | 20 вересня 2024         |
| Ноор згадує, як Шість Суверенів, його колишні інструктори, «провалили» його, оскільки він опановував лише базові навички, хоча й довів їх до неймовірної досконалості. Повернувшись до гільдії, Ноор, не усвідомлюючи свого впливу, отримує рутинні завдання, тоді як Король готується до нової війни, покладаючись на Ноора. Попри те, що він щойно врятував королівство, Ноор досі мріє про справжні пригоди та стати героєм. | |                 |                 |                              |                         |